# Coupe d'Europe de rugby à XV 2012-2013
Navigation
Édition 2011-2012 Édition 2013-2014
La Coupe d'Europe de rugby à XV 2012-2013, appelée aussi Coupe Heineken pour des raisons de  sponsoring (ou H-Cup en France pour cause de loi Évin), oppose vingt-quatre clubs, provinces ou franchises, anglais, écossais, français, gallois, irlandais et italiens. La compétition se déroule du 12 octobre 2012 au 18 mai 2013, date de la finale disputée à l'Aviva Stadium de Dublin.
Le Leinster défend son titre de champion d'Europe pour la deuxième saison consécutive. La finale oppose pour la quatrième fois de la compétition deux clubs français, l'ASM Clermont et le RC Toulon. La finale est remportée 16 à 15 par le RC Toulon après avoir été mené pendant plus d'une heure de jeu.

## Présentation

### Équipes en compétition
Les vingt-quatre équipes qualifiées sont réparties comme suit : les cinq premiers de Premiership et les Leicester Tigers (vainqueurs de la Coupe anglo-galloise), les six premiers du Top 14 et le Biarritz olympique (vainqueur du Challenge européen), les quatre franchises irlandaises, les trois meilleures franchises galloises, les deux franchises écossaises et les deux franchises italiennes du Pro12. La liste complète des formations en compétition est la suivante :
| - Biarritz olympique (Challenge européen) - Cardiff Blues - Castres olympique - ASM Clermont - Connacht - Edinburgh Rugby | - Exeter Chiefs - Glasgow Warriors - Harlequins (Premiership) - Leicester Tigers (Coupe anglo-galloise) - Leinster (Coupe d'Europe) - Scarlets | - Munster - Northampton Saints - Ospreys (Pro12) - Montpellier HR - Racing Métro 92 - Sale Sharks | - Saracens - RC Toulon - Stade toulousain (Top 14) - Benetton Trévise - Ulster - Zebre |

### Tirage au sort
Les 24 équipes sont classées en fonction de leurs résultats lors des quatre précédentes éditions des Coupes européennes (Heineken Cup et Challenge européen). Les six équipes les mieux classées sont tête de série. Par ailleurs, chaque pays ne peut avoir qu'une seule équipe par poule, à l'exception de la France qui cette année compte sept clubs. Le tableau suivant présente la répartition des équipes selon les quatre chapeaux avant le tirage au sort. Leur rang au classement européen est indiqué entre parenthèses.
| 1                      | 2                    | 3                     | 4                      |
| ---------------------- | -------------------- | --------------------- | ---------------------- |
| Leinster (1)           | ASM Clermont (7)     | Ospreys (14)          | Benetton Trévise (27)  |
| Stade toulousain (2)   | Ulster (8)           | Scarlets (18)         | Castres olympique (28) |
| Biarritz olympique (3) | Leicester Tigers (9) | Glasgow Warriors (19) | Zebre (29)             |
| Munster (4)            | Harlequins (11)      | Saracens (20)         | Racing Métro 92 (30)   |
| Cardiff Blues (5)      | RC Toulon (12)       | Connacht (24)         | Montpellier HR (31)    |
| Northampton Saints (6) | Edinburgh Rugby (13) | Sale Sharks (25)      | Exeter Chiefs (34)     |

### Format
Les formations s'affrontent dans une première phase de groupes en matchs « aller/retour » (six matchs pour chacune des équipes soit douze rencontres par groupe). Quatre points sont accordés pour une victoire et deux pour un nul. De plus, un point de bonus est accordé par match aux équipes qui inscrivent au moins quatre essais et un point de bonus est octroyé au club perdant un match par sept points d'écart ou moins. Les six équipes arrivées en tête de leur poule, classées de 1 à 6, et les deux meilleurs deuxièmes, classées 7 et 8 sont qualifiées pour la seconde phase de la compétition. Les troisième, quatrième et cinquième meilleurs deuxièmes sont reversés au stade des quarts de finale du Challenge européen. Les oppositions en quarts de finale sont définies de la manière suivante : équipe 1 contre équipe 8, 2 contre 7, 3 - 6 et 4 - 5. La suite de la compétition se fait par élimination directe à chaque tour.

## Première phase

### Notations et règles de classement
Dans les tableaux de classement suivants, les différentes abréviations et couleurs signifient :
|  | Qualifié pour les quarts de finale.                         |
|  | Reversé en quart de finale du Challenge européen 2012-2013. |
|  | T : Tenant du titre 2012                                    |

Attribution des points : victoire sur tapis vert : 5, victoire : 4, match nul : 2, défaite : 0, forfait : -2 ; plus les bonus (offensif : au moins 4 essais marqués ; défensif : défaite par 7 points d'écart ou moins).
Règles de classement :
- équipes dans la même poule : 1. points terrain ; 2. points terrain obtenus dans les matchs entre équipes concernées ; 3. nombre d'essais marqués dans les matchs entre équipes concernées ; 4. différence de points dans les matchs entre équipes concernées.
- équipes dans des poules différentes : 1. points terrain ; 2. nombre d'essais marqués ; 3. différence de points ; 4. nombre de joueurs obtenus un carton jaune et/ou suspendus ; 5. tirage à pile ou face.

### Poule 1
| Rang | Équipe          | J | V | N | D | Em | Ee | Bo | Bd | Pm  | Pe  | Diff | Pts |
| ---- | --------------- | - | - | - | - | -- | -- | -- | -- | --- | --- | ---- | --- |
| 1    | Saracens        | 6 | 5 | 0 | 1 | 15 | 6  | 2  | 1  | 180 | 76  | +104 | 23  |
| 2    | Munster         | 6 | 4 | 0 | 2 | 14 | 4  | 2  | 2  | 133 | 73  | +60  | 20  |
| 3    | Racing 92       | 6 | 3 | 0 | 3 | 7  | 11 | 0  | 0  | 103 | 125 | -22  | 12  |
| 4    | Édimbourg Rugby | 6 | 0 | 0 | 6 | 3  | 18 | 0  | 0  | 36  | 178 | -142 | 0   |

### Poule 2
| Rang | Équipe           | J | V | N | D | Em | Ee | Bo | Bd | Pm  | Pe  | Diff | Pts |
| ---- | ---------------- | - | - | - | - | -- | -- | -- | -- | --- | --- | ---- | --- |
| 1    | Leicester Tigers | 6 | 4 | 1 | 1 | 13 | 9  | 2  | 0  | 119 | 103 | +16  | 20  |
| 2    | Stade toulousain | 6 | 4 | 0 | 2 | 15 | 4  | 2  | 1  | 132 | 84  | +48  | 19  |
| 3    | Ospreys          | 6 | 2 | 1 | 3 | 11 | 15 | 1  | 1  | 120 | 124 | -4   | 12  |
| 4    | Benetton Trévise | 6 | 1 | 0 | 5 | 9  | 20 | 0  | 1  | 107 | 167 | -60  | 5   |

### Poule 3
| Rang | Équipe             | J | V | N | D | Em | Ee | Bo | Bd | Pm  | Pe  | Diff | Pts |
| ---- | ------------------ | - | - | - | - | -- | -- | -- | -- | --- | --- | ---- | --- |
| 1    | Harlequins         | 6 | 6 | 0 | 0 | 28 | 6  | 4  | 0  | 243 | 71  | +172 | 28  |
| 2    | Biarritz olympique | 6 | 3 | 0 | 3 | 14 | 7  | 2  | 1  | 123 | 101 | +22  | 15  |
| 3    | Connacht           | 6 | 3 | 0 | 3 | 5  | 13 | 0  | 0  | 96  | 138 | -42  | 12  |
| 4    | Zebre              | 6 | 0 | 0 | 6 | 6  | 27 | 0  | 1  | 72  | 224 | -152 | 1   |

### Poule 4
| Rang | Équipe             | J | V | N | D | Em | Ee | Bo | Bd | Pm  | Pe  | Diff | Pts |
| ---- | ------------------ | - | - | - | - | -- | -- | -- | -- | --- | --- | ---- | --- |
| 1    | Ulster             | 6 | 5 | 0 | 1 | 12 | 5  | 2  | 1  | 126 | 55  | +71  | 23  |
| 2    | Northampton Saints | 6 | 3 | 0 | 3 | 9  | 11 | 1  | 2  | 94  | 109 | -15  | 15  |
| 3    | Castres olympique  | 6 | 3 | 0 | 3 | 6  | 6  | 0  | 2  | 77  | 98  | -21  | 14  |
| 4    | Glasgow Warriors   | 6 | 1 | 0 | 5 | 7  | 12 | 0  | 2  | 70  | 105 | -35  | 6   |

### Poule 5
| Rang | Équipe        | J | V | N | D | Em | Ee | Bo | Bd | Pm  | Pe  | Diff | Pts |
| ---- | ------------- | - | - | - | - | -- | -- | -- | -- | --- | --- | ---- | --- |
| 1    | ASM Clermont  | 6 | 6 | 0 | 0 | 23 | 3  | 4  | 0  | 213 | 64  | +149 | 28  |
| 2    | Leinster (T)  | 6 | 4 | 0 | 2 | 12 | 5  | 2  | 2  | 124 | 96  | +28  | 20  |
| 3    | Exeter Chiefs | 6 | 2 | 0 | 4 | 6  | 19 | 0  | 1  | 93  | 166 | -73  | 9   |
| 4    | Scarlets      | 6 | 0 | 0 | 6 | 6  | 20 | 0  | 2  | 79  | 183 | -104 | 2   |

### Poule 6
| Rang | Équipe         | J | V | N | D | Em | Ee | Bo | Bd | Pm  | Pe  | Diff | Pts |
| ---- | -------------- | - | - | - | - | -- | -- | -- | -- | --- | --- | ---- | --- |
| 1    | RC Toulon      | 6 | 5 | 0 | 1 | 23 | 8  | 3  | 0  | 186 | 84  | +102 | 23  |
| 2    | Montpellier HR | 6 | 5 | 0 | 1 | 17 | 9  | 2  | 0  | 168 | 109 | +59  | 22  |
| 3    | Cardiff Blues  | 6 | 1 | 0 | 5 | 12 | 20 | 1  | 1  | 143 | 184 | -41  | 6   |
| 4    | Sale Sharks    | 6 | 1 | 0 | 5 | 7  | 22 | 0  | 0  | 78  | 198 | -120 | 4   |

## Phase finale
Les six premières et les deux meilleures deuxièmes sont qualifiées pour les quarts de finale. Les huit équipes sont classées de 1 à 8 pour obtenir le tableau des quarts de finale :
| Rang | Clubs                | Pts | EM | Diff |
| ---- | -------------------- | --- | -- | ---- |
| 1    | Harlequins           | 28  | 28 | 172  |
| 2    | ASM Clermont         | 28  | 23 | 149  |
| 3    | RC Toulon            | 23  | 23 | 102  |
| 4    | Saracens             | 23  | 15 | 104  |
| 5    | Ulster               | 23  | 12 | 71   |
| 6    | Leicester Tigers     | 20  | 13 | 16   |
| 7    | Montpellier HR (2nd) | 22  | 17 | 59   |
| 8    | Munster (2nd)        | 20  | 14 | 60   |

### Tableau final
|  | Quarts de finale                                           | Quarts de finale                                           |              |    | Demi-finales                                        | Demi-finales                                        |  |  | Finale                                   | Finale                                   |
|  | Quarts de finale                                           | Quarts de finale                                           |              |    | Demi-finales                                        | Demi-finales                                        |  |  | Finale                                   | Finale                                   |
|  |                                                            |                                                            |              |    |                                                     |                                                     |  |  |                                          |                                          |
|  | le 6 avril 2013 au Stade Marcel-Michelin, Clermont-Ferrand | le 6 avril 2013 au Stade Marcel-Michelin, Clermont-Ferrand |              |    | le 27 avril 2013 au Stade de la Mosson, Montpellier | le 27 avril 2013 au Stade de la Mosson, Montpellier |  |  | le 18 mai 2013 à l'Aviva Stadium, Dublin | le 18 mai 2013 à l'Aviva Stadium, Dublin |
|  | le 6 avril 2013 au Stade Marcel-Michelin, Clermont-Ferrand | le 6 avril 2013 au Stade Marcel-Michelin, Clermont-Ferrand |              |    | le 27 avril 2013 au Stade de la Mosson, Montpellier | le 27 avril 2013 au Stade de la Mosson, Montpellier |  |  | le 18 mai 2013 à l'Aviva Stadium, Dublin | le 18 mai 2013 à l'Aviva Stadium, Dublin |
|  | ASM Clermont                                               | 36                                                         |              |    | le 27 avril 2013 au Stade de la Mosson, Montpellier | le 27 avril 2013 au Stade de la Mosson, Montpellier |  |  | le 18 mai 2013 à l'Aviva Stadium, Dublin | le 18 mai 2013 à l'Aviva Stadium, Dublin |
|  | ASM Clermont                                               | 36                                                         |              |    | le 27 avril 2013 au Stade de la Mosson, Montpellier | le 27 avril 2013 au Stade de la Mosson, Montpellier |  |  | le 18 mai 2013 à l'Aviva Stadium, Dublin | le 18 mai 2013 à l'Aviva Stadium, Dublin |
|  | Montpellier HR                                             | 14                                                         |              |    | le 27 avril 2013 au Stade de la Mosson, Montpellier | le 27 avril 2013 au Stade de la Mosson, Montpellier |  |  | le 18 mai 2013 à l'Aviva Stadium, Dublin | le 18 mai 2013 à l'Aviva Stadium, Dublin |
|  | Montpellier HR                                             | 14                                                         | ASM Clermont | 16 |                                                     |                                                     |  |  | le 18 mai 2013 à l'Aviva Stadium, Dublin | le 18 mai 2013 à l'Aviva Stadium, Dublin |
|  | le 7 avril 2013 au Stoop, Twickenham                       |                                                            | ASM Clermont | 16 |                                                     |                                                     |  |  | le 18 mai 2013 à l'Aviva Stadium, Dublin | le 18 mai 2013 à l'Aviva Stadium, Dublin |
|  |                                                            | Munster                                                    | 10           |    |                                                     |                                                     |  |  | le 18 mai 2013 à l'Aviva Stadium, Dublin | le 18 mai 2013 à l'Aviva Stadium, Dublin |
|  | Harlequins                                                 | Munster                                                    | 10           | 12 |                                                     |                                                     |  |  | le 18 mai 2013 à l'Aviva Stadium, Dublin | le 18 mai 2013 à l'Aviva Stadium, Dublin |
|  | Harlequins                                                 |                                                            |              | 12 |                                                     |                                                     |  |  | le 18 mai 2013 à l'Aviva Stadium, Dublin | le 18 mai 2013 à l'Aviva Stadium, Dublin |
|  | Munster                                                    | 18                                                         |              |    |                                                     |                                                     |  |  | le 18 mai 2013 à l'Aviva Stadium, Dublin | le 18 mai 2013 à l'Aviva Stadium, Dublin |
|  | Munster                                                    | 18                                                         | ASM Clermont | 15 |                                                     |                                                     |  |  |                                          |                                          |
|  | le 6 avril 2013 au Stade de Twickenham, Twickenham         |                                                            | ASM Clermont | 15 |                                                     |                                                     |  |  |                                          |                                          |
|  |                                                            | RC Toulon                                                  | 16           |    |                                                     |                                                     |  |  |                                          |                                          |
|  | Saracens                                                   | RC Toulon                                                  | 16           | 27 |                                                     |                                                     |  |  |                                          |                                          |
|  | Saracens                                                   | le 28 avril 2013 au Stade de Twickenham, Twickenham        |              | 27 |                                                     |                                                     |  |  |                                          |                                          |
|  | Ulster                                                     | 16                                                         |              |    |                                                     |                                                     |  |  |                                          |                                          |
|  | Ulster                                                     | 16                                                         | Saracens     | 12 |                                                     |                                                     |  |  |                                          |                                          |
|  | le 7 avril 2013 au Stade Mayol, Toulon                     |                                                            | Saracens     | 12 |                                                     |                                                     |  |  |                                          |                                          |
|  |                                                            | RC Toulon                                                  | 24           |    |                                                     |                                                     |  |  |                                          |                                          |
|  | RC Toulon                                                  | RC Toulon                                                  | 24           | 21 |                                                     |                                                     |  |  |                                          |                                          |
|  | RC Toulon                                                  |                                                            |              | 21 |                                                     |                                                     |  |  |                                          |                                          |
|  | Leicester Tigers                                           | 15                                                         |              |    |                                                     |                                                     |  |  |                                          |                                          |
|  | Leicester Tigers                                           | 15                                                         |              |    |                                                     |                                                     |  |  |                                          |                                          |

### Quarts de finale
| 6 avril 2013 16 h 40 CET | ASM Clermont | 36 – 14 (15 – 9) | Montpellier HR                                                    | Stade Marcel-Michelin, Clermont-Ferrand 17 726 spectateurs Arbitre : Wayne Barnes |
| 6 avril 2013 16 h 40 CET | Essai(s) : Fofana (27e), Rougerie (32e), Sivivatu (52e), Byrne (66e), Nalaga (75e) Transformation(s) : Parra 2 (33e, 53e), Skrela 2 (68e, 77e) Pénalité(s) : Parra (20e) |                  | Essai(s) : Nagusa (80e) Pénalité(s) : Paillaugue 3 (5e, 12e, 23e) | Stade Marcel-Michelin, Clermont-Ferrand 17 726 spectateurs Arbitre : Wayne Barnes |
| 6 avril 2013 16 h 40 CET | |                  |                                                                   | Stade Marcel-Michelin, Clermont-Ferrand 17 726 spectateurs Arbitre : Wayne Barnes |

| 6 avril 2013 18 h 30 WET | Saracens | 27 – 16 (16 – 6) | Ulster                                                                                               | Twickenham Stadium, Twickenham 37 888 spectateurs Arbitre : Romain Poite |
| 6 avril 2013 18 h 30 WET | Essai(s) : Fraser (32e), Ashton (62e) Transformation(s) : Farrell (33e) Pénalité(s) : Farrell 5 (1re, 28e, 36e, 48e, 59e) |                  | Essai(s) : Henderson (78e) Transformation(s) : Pienaar (79e) Pénalité(s) : Pienaar 3 (26e, 30e, 56e) | Twickenham Stadium, Twickenham 37 888 spectateurs Arbitre : Romain Poite |
| 6 avril 2013 18 h 30 WET | |                  | | Twickenham Stadium, Twickenham 37 888 spectateurs Arbitre : Romain Poite |

| 7 avril 2013 14 h 00 WET | Harlequins                                | 12 – 18 (9 – 6) | Munster                                               | The Stoop, Twickenham 15 000 spectateurs Arbitre : Jérôme Garcès |
| 7 avril 2013 14 h 00 WET | Pénalité(s) : Evans 4 (3e, 18e, 28e, 65e) |                 | Pénalité(s) : O'Gara 6 (24e, 33e, 42e, 46e, 48e, 56e) | The Stoop, Twickenham 15 000 spectateurs Arbitre : Jérôme Garcès |
| 7 avril 2013 14 h 00 WET |                                           |                 |                                                       | The Stoop, Twickenham 15 000 spectateurs Arbitre : Jérôme Garcès |

| 7 avril 2013 17 h 30 CET | RC Toulon                                                                          | 21 – 15 (6 – 9) | Leicester Tigers                                                                             | Stade Mayol, Toulon 15 263 spectateurs Arbitre : George Clancy |
| 7 avril 2013 17 h 30 CET | Pénalité(s) : Wilkinson 6 (29e, 34e, 43e, 46e, 59e, 64e) Drop(s) : Wilkinson (80e) |                 | Pénalité(s) : Flood 5 (10e, 14e, 18e, 57e, 65e) Carton(s) jaune(s) : Flood (29e), Cole (59e) | Stade Mayol, Toulon 15 263 spectateurs Arbitre : George Clancy |
| 7 avril 2013 17 h 30 CET |                                                                                    |                 |                                                                                              | Stade Mayol, Toulon 15 263 spectateurs Arbitre : George Clancy |

### Demi-finales
| 27 avril 2013 18 h 00 CET | ASM Clermont                                                                                | 16 – 10 (13 – 3) | Munster                                                                            | Stade de la Mosson, Montpellier 31 259 spectateurs Arbitre : Nigel Owens |
| 27 avril 2013 18 h 00 CET | Essai(s) : Nalaga (8e) Transformation(s) : Parra (9e) Pénalité(s) : Parra 3 (13e, 17e, 47e) |                  | Essai(s) : Hurley (59e) Transformation(s) : O'Gara (61e) Pénalité(s) : O'Gara (5e) | Stade de la Mosson, Montpellier 31 259 spectateurs Arbitre : Nigel Owens |
| 27 avril 2013 18 h 00 CET |                                                                                             |                  |                                                                                    | Stade de la Mosson, Montpellier 31 259 spectateurs Arbitre : Nigel Owens |

| 28 avril 2013 15 h 00 WET | Saracens                                    | 12 – 24 (9 – 12) | RC Toulon | Stade de Twickenham, Twickenham 25 584 spectateurs Arbitre : Alain Rolland |
| 28 avril 2013 15 h 00 WET | Pénalité(s) : Farrell 4 (2e, 21e, 34e, 49e) |                  | Pénalité(s) : Wilkinson 7 (4e, 12e, 17e, 24e, 46e, 55e, 76e) Drop(s) : Wilkinson (73e) Carton(s) jaune(s) : Rossouw (48e) | Stade de Twickenham, Twickenham 25 584 spectateurs Arbitre : Alain Rolland |
| 28 avril 2013 15 h 00 WET |                                             |                  | | Stade de Twickenham, Twickenham 25 584 spectateurs Arbitre : Alain Rolland |

### Finale
| 18 mai 2013 17 h 00 WET | ASM Clermont                                                                                  | 15 – 16 (3 – 3) | RC Toulon                                                                                               | Aviva Stadium, Dublin 50 148 spectateurs Arbitre : Alain Rolland |
| 18 mai 2013 17 h 00 WET | Essai(s) : Nalaga (41e), James (47e) Transformation(s) : Parra (48e) Pénalité(s) : Parra (3e) |                 | Essai(s) : Armitage (63e) Transformation(s) : Wilkinson (65e) Pénalité(s) : Wilkinson 3 (13e, 45e, 60e) | Aviva Stadium, Dublin 50 148 spectateurs Arbitre : Alain Rolland |
| 18 mai 2013 17 h 00 WET |                                                                                               |                 | | Aviva Stadium, Dublin 50 148 spectateurs Arbitre : Alain Rolland |

Évolution du score   3-0, 3-3, m-t., 8-3, 8-6, 15-6, 15-9, 15-16

## Statistiques
Les statistiques tiennent compte de la phase finale,.

### Meilleurs réalisateurs
| Rang | Joueur          | Club             | Points | Essais | Transf. | Pén. | Drops |
| ---- | --------------- | ---------------- | ------ | ------ | ------- | ---- | ----- |
| 1    | Morgan Parra    | ASM Clermont     | 111    | 1      | 17      | 24   | 0     |
| 2    | Jonny Wilkinson | RC Toulon        | 108    | 0      | 9       | 28   | 2     |
| 3    | Owen Farrell    | Saracens         | 104    | 1      | 6       | 29   | 0     |
| 4    | Nick Evans      | Harlequins       | 73     | 0      | 17      | 13   | 0     |
| 5    | Dan Parks       | Connacht         | 68     | 0      | 4       | 16   | 4     |
| 6    | Ronan O'Gara    | Munster          | 67     | 0      | 5       | 19   | 0     |
| 7    | Dan Biggar      | Ospreys          | 63     | 0      | 6       | 15   | 2     |
| –    | Leigh Halfpenny | Cardiff Blues    | 63     | 3      | 6       | 12   | 0     |
| –    | Gareth Steenson | Exeter Chiefs    | 63     | 0      | 6       | 17   | 0     |
| 10   | Toby Flood      | Leicester Tigers | 62     | 1      | 3       | 17   | 0     |

### Meilleurs marqueurs
| Rang | Joueur           | Club               | Essais |
| ---- | ---------------- | ------------------ | ------ |
| 1    | Napolioni Nalaga | ASM Clermont       | 8      |
| 2    | Alex Cuthbert    | Cardiff Blues      | 5      |
| –    | Wesley Fofana    | ASM Clermont       | 5      |
| 4    | Delon Armitage   | RC Toulon          | 4      |
| –    | Danny Care       | Harlequins         | 4      |
| –    | Juan Imhoff      | Racing Métro 92    | 4      |
| –    | Timoci Nagusa    | Montpellier HR     | 4      |
| –    | George Pisi      | Northampton Saints | 4      |
| –    | Simon Zebo       | Munster            | 4      |
| 10   | Chris Ashton     | Saracens           | 4      |